# Ratujaya
Ratujaya is een bestuurslaag in het regentschap Depok van de provincie West-Java, Indonesië. Ratujaya telt 32.528 inwoners (volkstelling 2010).